# イーゼル芸術工房
イーゼル芸術工房（イーゼルげいじゅつこうぼう）は日本の音楽バンドおよび動画制作チームである。

## 概要
2003年よりジャズバンドとして結成。
2005年より音楽家派遣団体として、関西の芸術文化施設、ホテル等を中心に活動を行う。
2009年より音楽バンドとしての活動を大阪府柏原市や通天閣、東京都小金井市を拠点に開始する。
活動初期は、手塚治虫や赤塚不二夫らが暮らした「トキワ荘」や 、瀧口修造、武満徹らの組織した「実験工房」にならい、ともに一つ屋根の下で暮らしながら各地での企画イベント、コンサート、ストリートライブのみで生計を立てていた。
通天閣の公式バンドとしても活動し、通天閣発アイドル『まいどり』と『ハンバーガールZ』、『MAMUSHI STATION』等のアイドルグループのプロデュースも行っている。
路上ライブをきっかけにロックバンド エアロスミスのVo.スティーブン・タイラーと共演し大きな話題となった。
大阪府柏原市を本拠地とし、大阪市浪速区新世界に新世界まちなか案内所を設け、
東京では小金井市にあるスタジオジブリ本社前に東小金井営業所を設けている。

## メンバー
バンドメンバー
- 山崎歩夢（ボーカル、トロンボーン）
- 西本佳那（ピアノ、シンセサイザー）
- 山下祐平（ドラムス、パーカッション）
- 竹下壽晃（ギター、トランペット）
- 城戸さくら（ボーカル トランペット タンバリン）
- 堤友香（ボーカル フルート)
- 白石祐士（マニピュレーター）

アイドルメンバー
- 小川久瑠実
- 山本真菜
- 阿部穂乃香
- 枡川茉衣
- 堤友香
- 山崎歩夢
- 城戸さくら
- 谷川里桜菜
- 谷川美月
- 重田望結
- 二代目ビリケン

## 経歴

### 2003年-2008年
- 2003年、竹下壽晃を中心にジャズバンドとして活動を開始。
- 2005年、大阪教育大学ジャズ研究会のメンバーを中心に、芸術家派遣団体としての活動を開始。
- 同年より、リーガロイヤルホ テル堺にて毎月第2金曜日に『ポルタス・マンスリーコンサート』を開催する。
- 2006年、国立国際美術館にて開催された企画展『プーシキン美術館展』に寄せた企画コンサートを開催。
- 同年、京都国立近代美術館にて開催された 企画展『生誕120年　富本憲吉展』に寄せた企画コンサート『マンドリンのある音世界』を開催[1]。
- 2007年、国立国際美術館にて開催された 企画展「ベルギー王立美術館展」に寄せた企画コンサート『Music Sweet Assort』を開催。また、同年9月に は中之島物語2007スペシャル『天の川コスモス・ライブ@国立国際美術館』に出演[2]。
- 2008年、タイアップCD『Music Sweet Assort』を発表。
- 同年、国立国際美術館にて企画コンサート『シネマ・コレクション』を開催[3]。

### 2009年
- 芸術家派遣団体から芸術家集団として名称を改め、音楽バンドとしての活動を開始する。
- 拠点の1階テナントスペースにて、『イーゼルアパートメントカフェ』を開店。メニューはホットサンドだった。
- JR柏原駅西口にて開催される『たそれがステーションライブ』が開始。
- タイアップCD『Happiness Days』を発表。

### 2010年
- 1月には、通天閣にて企画イベント 『大阪ストリート・アート vol.0 ―大阪路上・芸術―』 を開催[4]。
- 同月、テレビ大阪「ニュースBIZ」にて上記イベントの模様を含めた、芸術活動の模様が特集される。
- 3月、所持金0円の状態で移動をはじめ、ストリートライブによって旅をつづける企画『0円旅』を開始する。初回は、広島県を目標に西進したが、岡山県倉敷にて折り返した。
- 6月、ABCテレビ「小籔★スターリオン」に 出演。同年9月より楽曲『雨のち星』で同番組のエンディングテーマを担当する。
- 11月には、国立国際美術館にて開催された企画 展「マン・レイ展 知られざる創作の秘密」に寄せた オマージュコンサート『マン・レイ展によせて』を開催 [5]。また堺筋にて、少彦名神社やパティスリー五感北浜本店、りそな銀行大阪本店、大阪証券取引所などを会場とする堺筋街角コンサートに出演する。
- 同月、京都府木津川市にて開催された『木津川アート 2010』に出演。
- 12月、ABCホールにて開催された『オールアスナリオン感謝祭』に出演。

### 2011年
- 芸術と「衣食住」のコラボレーション活動として、奈良県當麻町の有機野菜を用いたストリート・インスタレーションを開始。
- 3月に、ビルボードライブ大阪にて初のワンマンライブ『tiMe liBera』を行う。
- 5月には、大阪府の舞洲にて行われた「コヤブソニック2011」のメインステージに出演。
- 6月、MBS毎日放送「ちちんぷいぷい」にて 野菜とのコラボレーション活動が特集される。
- 11月、『木津川アート 2011』に出演。
- 2ndタイアップCD『waltz sing monologue』を発表。

### 2012年
- 1月、通天閣の全館を貸し切り（全館貸し切ってのライブは通天閣史上初となる）、ライブイベント『大阪Story Teller:通天閣ジャック 』を開催。
- 2月、通天閣史上初のオフィシャルバンド『通天交響楽団』を結成[6]。
- ABCテレビ「キャスト」にて、共同生活や制作活動の模様が特集される。
- 4月には、本拠地である柏原市リビエールホールにて1000人限定の2ndワンマンライブ『言葉とその音』を行う。
- 同月、テレビ大阪「ニュースBIZ」にて『通天交響楽団』としての活動が特集される。
- 5月には、通天閣にて『100周年記念ソングお披露目ライブ』（『通天交響楽団』初ライブ）を行う。このライブにて、史上初めて通天閣観光株式会社社旗の贈呈が報道陣の前で行われた。
- このライブの模様がNHK『ニューステラス関西』、MBS『VOICE』、関西テレビ『FNNスーパーニュースアンカー』読売テレビ『朝生ワイド す・またん!』にて放送され、また、毎日新聞、朝日新聞、大阪日日新聞、スポーツ報知などに掲載された[7][8][9][10]。
- 6月には、引退した二代目ビリケンが『通天交響楽団』のメンバーとなることが発表され、ABCテレビ「キャスト」、毎日新聞など各報道機関に取り上げられた[11]。
- ABCテレビ「おはようコール」に出演。二代目ビリケンとともに番組内で演奏を披露、新世界・通天閣100周年のPRを行なった。
- 7月には、『通天交響楽団』として、地元である柏原市・市長を表敬訪問し、メンバーである二代目ビリケンが柏原市一日市長に就任した。この模様も読売新聞、産経新聞、毎日新聞、日本経済新聞などの主要紙をはじめとして、各報道機関によって取り上げられた[12][13]。
- 8月11日には、奈良公園にて行われた『なら燈花会』に出演。2代目ビリケンさんも『三条通1日親善大使』に就任した。この模様は産経新聞、朝日新聞などでも取り上げられた[14][15][16]。
- 同月、大阪府柏原市にあるカタシモワイナリーにて、2代目ビリケンさんとともに『大阪ワインPR大使』に就任。日本有数のぶどう産地で生産されたワインを、全国に向けてPRする活動を開始した。この模様は読売新聞などでも紹介された[17]。
- 8月19日、大阪城野外音楽堂にて、ワンマン夏フェス『GREEN & OLD FASHION』を開催する。
- 9月『通天交響楽団』として、鳥取県倉吉市にて開催された『国際まんが博』オープニングイベントにて招待演奏を行い、また同月23日、クロージングイベントでも演奏を行った。
- 9月17日、天河大弁財天社（奈良県吉野郡天川村）にて、演奏奉納を行う。また同日、ライブイベント『天川音会』を開催。
- 10月21日には、木津川市旧当尾小学校にて、『木津川アート2012』スピンオフイベントに出演。また同日、2代目ビリケンさんが「木津川市一日市長」に就任した。この模様は読売新聞、京都新聞などで報じられた[18]。
- 同月22日より、『通天交響楽団』として、二代目ビリケンさんとともに東北、北海道地方の各所を回っての演奏活動を行う。岩手県大槌町では、二代目ビリケンさんが「大槌町一日町長」に就任した[19][20]。
- また、大阪府柏原市が、東日本大震災発生の当初より大槌町を支援し続けていることから、柏原市にて寄付された義援金を大槌町に届け、また「福幸きらり商店街」にて復興支援ライブを行った。この模様はNHK放送をはじめ、様々なニュース、新聞などで報じられた。
- 11月、毎日新聞に共同生活の活動が取り上げられる[21]。

### 2013年
- 1月に発行された柏原市広報にて、岡本泰明市長、乾一市議会議長、桂文三柏原市民文化会館名誉館長と、イーゼル芸術工房の竹下壽晃による「新春放談」が掲載された[22]。
- 同月、朝日新聞にビリケンさんとイーゼル芸術工房の活動が取り上げられる[23]。
- 同月、受験生を応援するための番組『がんばれ受験生!!ビリケン放送＠通天閣.TV』を期間限定でUSTREAM配信する[24]。
- 同月27日には浪速の恒例行事である通天閣「干支の引き継ぎ式」にて、メンバーの松井香奈、西本佳那がMCを務め、また通天交響楽団として演奏を行った。この模様は様々なニュース、新聞にて報じられた。
- 2月1日には、通天閣春の恒例行事「福豆まき」に松井香奈、西本佳那が参加。今宮戎神社の福娘たちとともに、詰めかけた大勢の人びとに向かって豆まきを行った。この模様も様々なニュース、新聞にて報じられた。
- 3月16日には、大阪長居スタジアムにて開催された、Jリーグディヴィジョン1第3節「セレッソ大阪vsFC東京」にて通天交響楽団としてライブを行い、また2代目ビリケンさんがピッチサイドのセレッソ大阪ベンチに鎮座した。試合は1-0でセレッソ大阪が勝利し、ビリケンさんが駆け付けた試合では過去3回ともすべてセレッソ大阪の勝利となり、話題となった。
- 4月6日、東京都練馬区のTazzro Clubにて初の東京ワンマンとなる『詩』を開催した。
- 同月13日には、本拠地である柏原市リビエールホールにて3rdワンマンライブ『Pianist』を開催した。
- 8月には、大阪城野外音楽堂にて、夏フェス『大阪音楽祭』を開催し、また「ビリケン復興キャラバン」として、2年目となる岩手県大槌町での復興支援ライブを行った。二代目ビリケンさんが2年連続の「大槌町一日町長」に就任。大槌町役場にて鎮座し、訪れた町民に足の裏を触れてもらうなど、幸運を届ける活動を行った。
- 同月、大阪梅田での路上ライブ中に、ジャパンツアー中で来阪していたロックバンド エアロスミスのヴォーカル、スティーブン・タイラーと偶然遭遇し、その場でセッションを行う。この模様はtwitterを中心として拡散され、ネット上で大きな話題となった。この後、エアロスミスのジャパンツアーファイナル公演にメンバー全員が招待され、スティーブンの楽屋にも招かれ、再びウクレレセッションを行った。この後日談も含め、テレビでは特集が組まれ、また毎日新聞では夕刊一面で報じられるなど、各メディアにて大きく取り上げられた[25]。
- 9月15日には、インテックス大阪にて開催された「コヤブソニック2013」にて、オーディションによって、87組のバンドの中からオープニング・アクトに選出され、演奏を披露した。2011年に続き、2度目の「コヤブソニック」出演となった。
- 翌9月16日には、改装前の通天閣地下劇場STUDIO210にて、4th ONE MAN LIVE『カーテンコールをもう一度』を開催した。その模様は、ABC放送『musicる関西版』（10月10日放送）にて、放送された。
- 10月には、朝日放送「銭形金太郎　ビンボーさん秋祭りスペシャル」に出演した。
- 10月4日、FMちゃお79.2にて、イーゼル芸術工房プレゼンツ『ART & MUSIC LABO』の放送が開始となる（毎週金曜日22時放送）。
- 10月5日、関西テレビ『よ〜いドン！サタデー』に出演し、「となりの人間国宝さん」に認定された。
- 10月8日、ABCラジオ『武田和歌子のぴたっと。』に出演した。
- 12月31日、『5upよしもとカウントダウンライブ』の音楽コーナーに出演し、お笑いコンビ天竺鼠とコラボレーションステージを行う。

### 2014年
- 1月24日、OSAKA ROOTSにて、ET-KINGイトキン率いるバンドOSAKA ROOTSと対バンライブを行う。
- 2月1日、通天閣で行われる『節分 福豆まき』に松井香奈と西本佳那が参加し、同年100周年を迎える宝塚歌劇団の月組から珠城りょう、香咲蘭、紫乃加りあとともに詰めかけた大勢の人々に福をまいた。この模様は様々なニュース、新聞にて報じられた。
- 3月8日、西日本ハンバーガー協会がプロデュースする淡路島ハンバーガールへの楽曲提供やレコーディングを務めた初のミニアルバムが発売される。
- 3月16日、万博記念公園にて開催された『ABCラジオ スプリングフェスタ2014』に出演した。またラジオパーソナリティが初めて触れる楽器で演奏する『センスのない音楽会』にて、サポート演奏を務めた。
- 5月24日、リニューアルされた通天閣地下STUDIO210にて、5th ONE MAN LIVE『ハローハローグッドバイ』が開催された。
- 11月1日、ニューアルバム『Hello, Hello, Goodbye.』をリリース。
- 同月、ABCラジオ『武田和歌子のぴたっと。』ジングル作成、放送される。
- 12月1日、『ビリケン福幸キャラバン2014』出発式を通天閣1階にて執り行った。[26][27]
- 同月2日〜4日、岩手県大槌町にて、2代目ビリケンが1日町長に就任し、「お茶っこの会」への出席や役場ピロティでの鎮座など、公務をこなした。また仮設団地、幼稚園、ホテルなどで無料のコンサートを行い、活動の模様をNHKニュースに取り上げられた[28]。
- 同月21日、『Hello,Hello,Goodbye.』発売記念し、『レコ発＆クリスマスライブ』を通天閣わくわくランド内STUDIO210にて行う。
- 同月27日、「クリヤマコト×イーゼル芸術工房スペシャルライブ」にて、クリヤマコト氏と共演した。

### 2015年
- 1月19日、通天閣にて、ピットブルの『GLOBALIZATION』お祝い動画において、通天閣社長室長・竹下壽晃がイルマニアと共演した。
- 3月7日より、堺東にて、ライブスペース『JAZZ＆IDOLThat's Beautiful "Space"』を期間限定で開店。
- 4月9日、ABCラジオ『武田和歌子のぴたっと』に出演。スタジオで生ライブを行った。
- 4月25日、幕張メッセにて開催された『ニコニコ超会議2015』にて、『超まるなげストリート』に出演。
- 5月2日、NHKホール大阪にて、ワンマンライブ『That's Beautiful』を開催。
- 5月7日、東京東小金井の拠点にて、『イーゼルアパートメントカフェ』開店。
- 7月12日、テレビ東京『全日本撮れちゃいました大賞！』にて、竹下壽晃が小島よしおの案内役として出演。
- 8月29日、小金井市宮地楽器ホールにてワンマンライブ『That's Beautiful@TOKYO』を開催。
- 9月以降、2013年のスティーブン・タイラーとの路上セッションの話題が、フジテレビ『ワイドナショー』『ノンストップ!』、テレビ東京『全日本撮れちゃいました大賞！』読売テレビ『ミヤネ屋』などの各番組で取り上げられ、放送された。
- 9月29日、ABCラジオ『武田和歌子のぴたっと』に出演。スタジオで生ライブを行った。
- 10月4日、自身でプロデュースを行う『ふかきた音楽祭 2015』を開催。奇妙礼太郎トラベルスイング楽団、杉瀬陽子、ザッハトルテ等が出演し、のべ4000人を動員した。
- 10月19日、松井香奈が西日本ハンバーガー協会の会長に就任。
- 11月21日、東京・豊洲PITにて、HIKAKINや瀬戸弘司らが出演したYOUTUBERの祭典U-FES2015にスペシャルユニット「NET WORK BAND」として出演。

### 2016年
- 1月16日、ニュースサイトTHE PAGE大阪に、特集記事が掲載される[29]。
- 2月1日、通天閣にて執り行われた『福豆まき』に参加し、5代目中村雀右衛門を襲名する中村芝雀らとともに、通天閣屋上に新設された展望パラダイスから豆まきを行う。この模様がTBSなど各テレビ局のニュースや新聞各社に掲載された。
- 2月2日、ABC放送『雨上がりのAさんの話』に出演。お笑いコンビ銀シャリが共同生活の様子などを紹介する。
- 5月8日、心斎橋JANUS にて、ワンマンライブ『Bandwagon band, wagon』を開催。
- 8月21日、代官山LOOP にて、ワンマンライブ『Bandwagon band, wagon＠TOKYO』を開催。
- 10月2日、自身でプロデュースを行う『ふかきた音楽祭2016』を開催。

### 2017年
- 2月、　 山崎歩夢、城戸さくら、堤友香がメンバーに加わる。
- 2月1日、通天閣にて行われた『福豆まき』に参加。劇団四季大阪「キャッツ」のキャストとともに通天閣屋上（展望パラダイス）から豆まきを行う。
- 10月1日、プロデュースを行う『ふかきた音楽祭2017』を開催。
- 11月4日、NHK『バナナ♪ゼロミュージック』に出演し、スマートフォン、タブレットを用いた音楽演奏を披露する。
- 12月3日、大阪市『中央区親善大使』に任命される。

### 2018年
- 10月7日、『ふかきた音楽祭2018』を開催。

### 2019年
- 4月6日、Daytonaがプロデュースするエナジードリンク「レッドマムシ」とのタイアップユニット『MAMUSHI STATION』を結成。東京タワーにてデビューイベントを開催する。
- YouTubeチャンネル『ガチャピンちゃんねる』の動画企画で、ドラムを演奏するムックと東京タワーにて共演し、ライブを行う。
- 同『ガチャピンちゃんねる』内での音楽演奏企画で度々、ガチャムクバンドとして出演し、YouTuberの恭一郎、たまちゅーーーぶと共演した。
- 日刊スポーツ紙面上にて、月に１度でアイドルを紹介する「スター誕生」企画でのツイッターレースにて、山崎歩夢が１位となる。
- 10月6日、『ふかきた音楽祭2019』を開催。ゲストにガチャピンとムックが出演する。

### 2020年
- YouTubeチャンネル『SHINGO KATORI』の動画企画で、香取慎吾にドラム演奏を教授する。

### 2021年
- YouTubeチャンネル『ガチャピンちゃんねる』の動画企画『氣志團 / One Night Carnival 歌ってみた！【MV】』にメンバーが出演。

- トレーディングカードゲーム『デュエル・マスターズ』の公式YouTubeチャンネル『デュエチューブ-DM公式-』に、山崎歩夢、城戸さくらがMCとして加わる。
- コロコロコミック公式、コロコロオンラインにて山崎歩夢による『むーちゃんのデュエマアニメ鑑賞日記』が連載開始。
- 別冊コロコロコミック4月号増刊に山崎歩夢が掲載される。
- 9月5日放送、TBSテレビ「アッコにおまかせ」にて、谷川里桜菜、谷川美月の動画『オドループ』が紹介される。

### 2022年
- コロコロオンライン『コロコロ学園YouTu部』にて、イーゼル芸術工房が紹介される。
- 谷川里桜菜、谷川美月のTikTok動画『【TikTok】双子で『Partner / 有華』踊ってみた！』が、フジテレビ「ポップUP！」にて紹介される。
- テレビ東京「おはスタ」での企画、『ドギラゴン桜』に山崎歩夢が出演。
- 別冊コロコロコミック4月号・8月号に掲載された、YouTubeチャンネル『デュエチューブ-DM公式-』をテーマにしたギャグ漫画『デュエ中部』に、山崎歩夢のキャラクターが出演。
- EASEL ART STUDIO合同会社 設立。

### 2023年
- テレビ東京のアニメ『デュエル・マスターズWIN』に山崎歩夢のキャラクターが出演。
- 2023年3月31日、プロデュースするハンバーガールが結成10年を迎えて、日本ご当地アイドル活性協会より『ご当地アイドル殿堂入り』に認定される[30]。
- 東京都小金井市に、EASEL ART STUDIO合同会社 小金井営業所を設立
- 3月22日放送、日本テレビ｢Premium　Music 2023 ｣にて、谷川里桜菜、谷川美月の動画『ひまわり畑でジャンボリーミッキー踊ってみた！』が紹介される。
- 7月2日放送、テレビ朝日「関ジャム完全燃SHOW」にて、堤友香の動画『超ときめき♡宣伝部「すきっ!〜超 ver〜」』が紹介される。
- 11月28日放送、Eテレ「沼にハマってきいてみた」にて、阿部穂乃香、谷川里桜菜、谷川美月、小川久瑠実、山本真菜の動画が紹介される。
- 谷川里桜菜、谷川美月の動画『双子で『ファジーネーブル/ContonCandy』踊ってみた！』がYouTube shortsの広告として渋谷のシンクロビジョンにて紹介される。
- 中古車検索アプリ「グーネット」のWeb広告に出演。

### 2024年
- ポケットモンスターシリーズのチーム戦略バトルゲーム『Pokémon UNITE』のWeb広告に出演。

## 作品・ディスコグラフィ
タイアップCD、ライブCD
| リリース年 | 作品名                          | 備考                                  |
| ---------- | ------------------------------- | ------------------------------------- |
| 2008年     | Music Sweet Assort              |                                       |
| 2009年     | MSA 2nd                         | 上記CDの改訂 版                       |
| 2009年     | live-響-                        |                                       |
| 2009年     | live2-喧-                       |                                       |
| 2009年     | SideA/SideB                     |                                       |
| 2009年     | Happiness Days                  |                                       |
| 2010年     | MSA 3rd                         | 『Music Sweet Assort』の2度目の改訂版 |
| 2011年     | Live at my cafe                 |                                       |
| 2011年     | waltz sing monologue            | 『Happiness Days 』のオマージュ作品   |
| 2013年     | 海までの道を教えて〜live & demo | ライブおよびデモ音源集                |
| 2014年     | Hello, Hello, Goodbye.          |                                       |

通天交響楽団
| リリース年 | 作品名               | 備考                          |
| ---------- | -------------------- | ----------------------------- |
| 2012年     | 通天閣ラブストーリー | 通天閣100周年記念ソングを収録 |

上記CDに収録の楽曲は限定的著作権フリーであり、店舗等での使用や動画や舞台でのBGM使用などが可能である。
| リリース年 | 作品名 | 備考                                           |
| ---------- | ------ | ---------------------------------------------- |
| 2019年     | GO     | エナジードリンク「レッドマムシ」とのタイアップ |